# Інститут археології РАН
Інститут археології РАН (рос. Институ́т археоло́гии РАН) — наукова установа в системі Російської академії наук.

## Історія
Цей Інститут походить від Російської Імператорської Археологічної комісії, яка була створена в 1859 році.
18 квітня 1919 р. Декретом Ради народних комісарів у м. Петрограді була заснована Російська Академія історії матеріальної культури (РАІМК), функції Археологічної комісії перейшли до РАІМК, а її члени стали членами РАІМК.
У 1926 році РАІМК була реорганізована в Державну академію історії матеріальної культури (ДАІМК), яка в 1937 році увійшла в АН СРСР як Інститут історії матеріальної культури (ІІМК). Інститут перебував у м. Ленінграді, а у м. Москві було його Відділення.
У 1943 році Інститут був переведений до Москви, а в Ленінграді залишилося його Відділення (ЛВІІМК). Постановою Президії АН СРСР від 4 вересня 1959 року ІІМК був перейменований в Інститут археології АН СРСР (ІА АН СРСР).
У 1991 році Інститут археології АН СРСР був перейменований в Інститут археології РАН (ІА РАН), а на базі Ленінградського Відділення (ЛВІА) був створений окремий Інститут історії матеріальної культури РАН.
У 1948 році були проведені дослідження за кордоном — в Монголії.
У 1960-1980-і роки Інститут розгорнув польові дослідження в Єгипті, Болгарії, Албанії, Іраку, Афганістані, Угорщині, Монголії, Ємені, Сирії, на архіпелазі Шпіцберген. З результатів робіт цих експедицій відомо про відкриття стоянок найдавнішої людини на півдні Аравії (Ємен), поселень ранніх землеробів в Північній Месопотамії (Ірак), храмового комплексу IV—III тис. до н. е. в Сирії і царських поховань античного періоду в Афганістані.
Починаючи з 1990-х років Інститут археології РАН переживав важкі часи. Але за допомогою Російського Фонду фундаментальних досліджень і Російського гуманітарного наукового фонду, Президії РАН, а також деяких спонсорів зазначений Інститут продовжує, хоча і в обмежених масштабах, експедиційну діяльність. Здійснена комп'ютеризація всіх підрозділів Інституту та помітно посилилася видавнича діяльність.

## Структура
Інститут археології РАН має відділи кам'яної доби, бронзової доби, класичної археології, скіфо-сарматської археології, слов'яно-російської археології (з сектором археології м. Москви), теорії і методики (з групами зарубіжної археології та фізичної антропології), археологічних збірок і карт, охоронних розкопок, лабораторія природничо-наукових методів, групи середньовічної археології євразійських степів, вивчення історії кераміки, арктичної археології. У складі даного Інституту є реставраційна лабораторії, бібліотека, архів рукописних матеріалів, а також меморіальний кабінет професора В. Д. Блаватського.
Відділ польових досліджень Інституту археології РАН видає дозволи на всі види польових археологічних досліджень у Росії і строго контролює рівень проведених робіт.

## Керівники
| Роки      | Директор                                                     |
| --------- | ------------------------------------------------------------ |
| 1934—1937 | д.і.н. А. Г. Ованесян (московське відділення ІІМК)           |
| 1939—1942 | член-кор. АН СРСР С. П. Толстов (московське відділення ІІМК) |
| 1943—1946 | акад. Б. Д. Греков                                           |
| 1947—1955 | член-кор. АН СРСР О. Д. Удальцов                             |
| 1956—1987 | акад. Б. О. Рибаков                                          |
| 1987—1991 | акад. В. П. Алексєєв                                         |
| 1991—2003 | член-кор. РАН Р. М. Мунчаєв                                  |
| від 2003  | акад. М. А. Макаров                                          |

## Видання Інституту
- Від 1940 року до середини 1970-х років — монографії та збірники в серії «Матеріали й дослідження з археології СРСР» (рос. Материалы и исследования по археологии СССР)[3].
- У 1937—1957 роки — 30 збірок «Радянська археологія» (рос. Советская археология, СА)[4]. У 1957 р на базі цього видання Інститутом була почата публікація щоквартального журналу «Радянська археологія» (рос. Советская археология, СА)[4], з 1992 р. — «Російська археологія» (рос. Российская археология, РА).
- «Короткі повідомлення Інституту історії матеріальної культури про доповіді та дослідження» (рос. Краткие сообщения Института истории материальной культуры о докладах и исследованиях, КСИИМК), з 1957 р «Короткі повідомлення Інституту археології» (рос. Краткие сообщения Института археологии, КСИА)[5] — періодичне видання.
- З 1965 р. до 1986 р. — щорічник «Археологічні відкриття» (рос. Археологические открытия, АО)[6], що мало коротку інформацію про польові дослідження. У 1993 р. це видання було відновлено.
- Збірники «Нумізматика і епіграфіка» (рос. Нумизматика и эпиграфика)[7].
- Починаючи з 1960-х років — «Звід археологічних джерел» (рос. Свод археологических источников)[8].
- «Археологічна карта Росії» (рос. Археологическая карта России), над якою Інститут почав роботу в 1990-і роки. Присвячена археології центральних областей Росії.
- Фундаментальне видання «Археологія СРСР» (рос. Археология СССР) у 20-ти томах (з 1993 року — «Археологія», рос. Археология)
- та інші видання[5].